# 春麗 (日本賽馬)
春烏菈菈（日語：ハルウララ），是日本賽馬界的一匹賽馬，與一般因獲獎無數而聞名的賽馬不同，春麗因其糟糕的战绩（生涯113場出賽無優勝）而聞名，並在媒體披露後因屢敗屢戰的形象受到歡迎成為另類的名馬，2006年引退。

## 日本电影
森川时久导演的日本电影。2004年2月末制作决定、同年8月末到9月在高知县内进行拍摄。電影雖於2005年4月開始在高知縣境內的電影院以「領先於全國公開」為宣傳標語上映，然而最後未達成全日本上映的目標，只於2007年6月開始於網路平台上架，並在2008年3月發售DVD。為紀念電影製作完成，高知賽馬場於2004年12月12日設立了以「ハルウララ・インザムービーギャラリー」為標題的常設展覽，當中展示了摄影使用的小道具和春丽的等身大模型、马房的用具等展覽品。
由七海まい出演女主角宗石美佳，本作亦是七海まい的演员出道作。其他主演、渡濑恒彦、賀来千香子、高知東生、忍成修吾